# Stéphane Hérin
Pour les articles homonymes, voir Hérin (homonymie).
Stéphane Hérin est un ancien international de rink hockey ayant évolué dans l'équipe de France durant les années 1990. En 2016, il est l'entraineur National Espoir.

## Parcours sportif
Intégré à l'équipe de France des moins de 17 à partir de 1986, il intègre l'équipe première en 1990 jusqu'à la Coupe des Nations de 2001.
Participation à: 
6 Championnats d'Europe U17 et U20
2 Coupe Latine (U23)
6 Coupe des Nations
3 Championnat du Monde B Senior
5 Championnat d'Europe Senior
5 Championnat du Monde Senior A

### Palmarès
7 titres de Champion de France Jeune (U11 à U20)
5 Coupe de France des Régions Jeune (U11 à U20)
2 titres de Champion de France N3 Senior avec SAG Cestas
1 titre de Champion de France Elite (1996) avec La Vendéenne
Champion du Monde B en 1994
8 fois meilleur buteurs du Championnat de France Elite Senior (Mini 42 buts, Maxi 95 buts)
Premier joueur français à jouer dans un Championnat professionnel à Seregno (MI), Italie en 1992.